# Molnupiravir
O molnupiravir (códigos de desenvolvimento MK-4482 e EIDD-2801) é um medicamento para tratar a covid-19 leve a moderada em adultos. A MSD e a Ridgeback Bio estão colaborando para desenvolver e comercializar um antiviral oral para o tratamento da Covid-19 que atua impedindo a replicação dos vírus. A MSD é responsável pelo desenvolvimento clínico, registros regulatórios e fabricação.
No Brasil, recebeu em 4 de maio de 2022 a aprovação da Agência Nacional de Vigilância Sanitária (Anvisa) para uso emergencial. O medicamento está aprovado em 17 e é utilizado em mais de 30 países como Estados Unidos, Inglaterra, Japão.
Paralelamente, MSD e Fiocruz, por meio de seu Instituto de Tecnologia em Fármacos (Farmanguinhos/Fiocruz), fecharam uma parceria de cooperação tecnológica em 3 de maio para a produção do antiviral no Brasil. Por meio do contrato, o Instituto será responsável por etapas do processo produtivo, importação e distribuição para o setor público.
O antiviral está sendo avaliado em dois estudos globais de fase 3, inclusive no Brasil, um como tratamento para pacientes ambulatoriais com Covid-19 confirmada, com até 5 dias de sintomas e o outro como profilaxia pós-exposição (PEP) para evitar a transmissão da Covid-19 entre pessoas expostas ao vírus. Os resultados deste segundo estudo como PEP estão previstos para saírem até o fim de 2022. Mais informações podem ser obtidas em: https://cloud.mail.msd.com.br/estudo013
Com base nos dados de sequenciamento viral disponíveis (aproximadamente 40% dos participantes), molnupiravir demonstrou eficácia consistente nas variantes virais Gama, Delta e Mu.
Nota: leia o artigo original Molnupiravir na Wikipédia em Inglês

## Mecanismo de ação
O molnupiravir pode alternar entre duas formas (tautômeros), uma das quais mimetiza a citidina (C) e a outra que mimetiza a uridina (U). Quando a RNA polimerase viral tenta copiar o RNA contendo molnupiravir, às vezes ela o interpreta como C e às vezes como U. Isso causa um grande número de mutações em todas as cópias virais downstream que excedem o limite ao qual o vírus pode sobreviver, um efeito denominado catástrofe de erro viral ou mutagênese letal.
No topo, um par de bases G.C com três ligações de hidrogênio. Abaixo, um par de bases A.U com duas ligações de hidrogênio. O molnupiravir pode simular C e U. As linhas onduladas representam a conexão com o açúcar pentose e apontam na direção do sulco menor.
Descobriu-se que o molnupiravir também produz mutações de DNA em um ensaio de cultura de células de mamíferos.
Em palavras mais simples, segundo a epidemiologista Denise Garrett para o UOL, "é uma droga sintética, que interfere na ação das enzimas que fazem parte do processo de replicação do vírus Sars-CoV-2. O medicamento introduz erros no RNA, o material genético do vírus, atrapalhando essa replicação".

## Química
A primeira síntese do molnupiravir foi divulgada em uma patente registrada pela Emory University em 2018.
Na primeira etapa, a acetona é usada como um grupo protetor para tornar dois dos três grupos hidroxi da uridina não reativos ao tratamento com o anidrido ácido do ácido isobutírico, que converte o terceiro grupo hidroxi em seu éster. O tratamento com 1,2,4-triazol e cloreto de fosforil produz um intermediário reativo no qual a porção triazol pode ser substituída por hidroxilamina. Finalmente, a remoção do grupo protetor usando ácido fórmico converte o material em molnupiravir.

## História do desenvolvimento
O molnupiravir foi desenvolvido na Emory University pela empresa de inovação de medicamentos da universidade, a Drug Innovation Ventures at Emory (DRIVE). Em 2014, a DRIVE iniciou um projeto de triagem financiado pela Defense Threat Reduction Agency para encontrar um medicamento antiviral voltado para o vírus da encefalite equina venezuelana (VEEV), que levou à descoberta do EIDD-1931. Quando transformado no pró-fármaco EIDD-2801 (molnupiravir), o composto também mostrou atividade contra outros vírus de RNA, incluindo o influenza, ebola, chikungunya e vários coronavírus.
O nome da droga foi inspirado no martelo de Thor, Mjölnir. A ideia é que a droga abata o vírus, como um golpe poderoso do deus do trovão.
Richard Plemper, professor da Georgia State University, foi o principal investigador de uma bolsa do National Institutes of Health para explorar o uso do molnupiravir contra a gripe. No final de 2019, o Instituto Nacional de Alergia e Doenças Infecciosas aprovou a mudança do molnupiravir para os ensaios clínicos de Fase I para influenza.
Em março de 2020, a equipe de pesquisa começou a estudar o SARS-CoV-2 e usou com sucesso a droga para tratar células humanas infectadas com o novo coronavírus. O grupo de Plemper publicou na revista Nature Microbiology a primeira demonstração de que o molnupiravir era oralmente ativo contra a SARS-CoV-2 em animais e estabeleceu uma prova de conceito de que o tratamento suprime completamente a transmissão do vírus para contatos não tratados em 24 horas.
A DRIVE então licenciou o molnupiravir para a empresa Ridgeback Biotherapeutics, sediada em Miami, para estudos clínicos em humanos, que mais tarde se associou à Merck & Co. para desenvolver ainda mais o medicamento.

## Uso contra covid-19

### Denúncia
Em maio de 2020, Rick Bright entrou prestou queixa como denunciante, alegando que a administração Trump ignorou seus primeiros avisos sobre a pandemia de COVID-19, pressionou-o usarr drogas não comprovadas de forma inadequada e o retaliou ilegalmente, demitindo-o de seu cargo como chefe da Autoridade de Pesquisa e Desenvolvimento Biomédico Avançado (BARDA) em abril de 2020.
Entre essas reclamações, Bright se opôs a fornecer financiamento federal adicional à Ridgeback Biotherapeutics para desenvolver ainda mais o molnupiravir como tratamento da covid-19. Ele argumentou que embora a droga tenha mostrado potencial contra os coronavírus, incluindo o Sars-Cov-2, ele já havia recebido apoio governamental substancial. Bright também queria ver mais dados de segurança para o molnupiravir antes da aprovação final, devido ao fato de que algumas outras drogas análogas de nucleosídeo causaram defeitos congênitos em animais.

### Ensaio clínico e eficácia
No final de julho de 2020, a Merck anunciou sua intenção de colocar o molnupiravir em testes de estágio final que iniciariam em setembro de 2020. Em 19 de outubro de 2020, a Merck iniciou um ensaio clínico de Estágio 2/3 de um ano que se concentrou em pacientes hospitalizados.
Em outubro de 2021, resultados de ensaios clínicos preliminares feitos com 775 pessoas mostraram que o tratamento com molnupiravir reduziu o risco de hospitalização e morte por covid-19 em cerca de 50% para pacientes de alto risco diagnosticados recentemente. A droga funcionou igualmente bem contra diferentes variantes do Sars-Cov-2, incluindo a delta, gama e mu. Um dos comitês de estudo de Fase 3 da Merck, avaliando a eficácia do medicamento, recomendou a descontinuação precoce do estudo porque ele havia atingido um desfecho predeterminado e porque a administração de placebo poderia não ser mais ética em vista do benefício substancial do medicamento para os pacientes, o que teve aprovação da FDA.

### Liberação de uso
A Agência Reguladora de Medicamentos e Produtos de Saúde (MHRA) do Reino Unido aprovou o uso do medicamento, que será comercializado em solo britânico sob a marca Lagevrio, para o tratamento de adultos com casos de covid-19 leves ou moderados que tenham alguma doença preexistente (obesidade, idade acima de 60 anos, diabetes ou doença cardíaca) que possa levar ao agravamento da doença no dia 4 de novembro de 2021.
Em seu portal, a Merck anunciou nesta data que espera que a Food and Drug Administration (FDA) dos Estados Unidos e a Agência Europeia de Medicamentos (EMA) também liberassem o uso em breve.
No Brasil, recebeu em 4 de maio de 2022 a aprovação da Agência Nacional de Vigilância Sanitária (Anvisa) para uso emergencial. O medicamento está aprovado em 17 e é utilizado em mais de 30 países como Estados Unidos, Inglaterra, Japão.
No dia 23 de dezembro de 2021, a FDA dos Estados Unidos também liberou a droga para uso emergencial.

### Status de aprovação e disponibilidade
Em junho de 2021, o Departamento de Saúde e Serviços Humanos dos EUA se comprometeu a comprar US $ 1,2 bilhão em molnupiravir da Merck se o medicamento recebesse uma autorização de uso de emergência ou aprovação da FDA.
Acesso amplo e equitativo a molnupiravir
A MSD anunciou em 2021, antes mesmo da aprovação de molnupiravir, uma série de acordos para facilitar a disponibilização de genéricos do antiviral em países de menor poder de financiamento de seus sistemas de saúde, e após as aprovações regulatórias exigidas, tais como Índia, Afeganistão, Haiti, Etiópia, Venezuela, El Salvador, Nicarágua, Suriname, Serra Leoa, Timor Leste, Iêmen, Zimbábue, e mais quase 100 outros países.
Estes acordos globais de licença voluntária com produtores indianos e com a organização Medicines Patent Pool (MPP) são inéditos e visam o rápido e equitativo acesso ao molnupiravir no mundo. Com essas medidas, A MSD tem trabalhado para criar um suprimento global suficiente de produtos de qualidade assegurada para atender a demanda global.
A MSD continuará trabalhando com governos, doadores, organizações globais de saúde, ONGs e parceiros genéricos de licenciamento para oferecer acesso a pacientes que precisem de molnupiravir em todo o mundo.
No Brasil, a MSD está trabalhando para tornar o molnupiravir amplamente acessível à população brasileira com a agilidade e segurança que o contexto da pandemia exige.
Expansão da capacidade de fabricaçãoEm março de 2021, a MSD anunciou um acordo com a BARDA para adaptar e disponibilizar várias unidades de fabricação da empresa para a produção de vacinas e medicamentos contra a Covid-19.
Vacinas contra Covid-19Além da pesquisa em antivirais, a MSD investiu também na pesquisa de duas vacinas candidatas para Covid-19 que decidiu descontinuar, por apresentarem baixa eficácia nos estudos clínicos realizados. Por isso, firmou uma parceria para apoiar a produção da vacina contra Covid-19 da Janssen (Johnson & Johnson), com o objetivo de ampliar o acesso à vacinação contra a COVID-19 no mundo, ao mesmo tempo que avançou na pesquisa de um antiviral na parte de tratamento.
Retribuindo à sociedadeEm resposta à pandemia, a MSD mudou sua política de voluntariado para apoiar funcionários com formação em enfermagem e outras áreas médicas. a MSD reconheceu a necessidade de mais profissionais de saúde, incluindo médicos, enfermeiras e técnicos de laboratório médico, para auxiliar na linha de frente de combate à Covid-19 e implementou em 21 de março de 2020 um novo programa para permitir que seus funcionários treinados em medicina doassem parte de seu tempo para ajudar suas comunidades, mantendo seu salário base.
Fortalecimento da inovaçãoO notável ritmo de desenvolvimento de vacinas e medicamentos Covid-19 é uma boa notícia para essa indústria e para a sociedade – e o resultado direto de investimentos sustentados em pesquisa e desenvolvimento pelas empresas farmacêuticas baseadas em pesquisa, pequenas empresas de biotecnologia, academia e governos.
Além dos Estados Unidos, vários outros países relataram interesse em negociar com a Merck para adquirir o molnupiravir, incluindo a Grã-Bretanha,  Coréia do Sul, a Austrália e a Malásia.

## Sumário
- Este artigo foi inicialmente traduzido, total ou parcialmente, do artigo da Wikipédia em inglês cujo título é «Molnupiravir».